# محمد در مکه (کتاب)
محمد در مکه (به انگلیسی: Muhammad at Mecca) کتابیست نوشتهٔ ویلیام مونتگومری وات به زبان انگلیسی دربارهٔ زندگی محمد پیامبر اسلام در مکه.
انتشارات دانشگاه آکسفورد (کلارندون پرس) نخستین بار این کتاب را در سال ۱۹۵۳ م. منتشر کرد.

## درون‌مایه
- The Arabian background
- Muḥammad's early life and prophetic call
- The primary message
- The first Muslims
- The growth of opposition
- Expanding horizons
- Excursus.

## ویرایش‌ها
- ۱۹۹۳: Kazi Pubns Inc, ISBN 0-19-577277-6
- ۲۰۰۴: انتشارات دانشگاه آکسفورد، شابک ‎۰−۱۹−۵۷۷۲۷۸−۴